# Martin Frese
Martin Sønder Frese (Rødovre, 4 gennaio 1998) è un calciatore danese, difensore del Verona.

## Caratteristiche tecniche
È un esterno sinistro.

## Carriera
Cresciuto nel settore giovanile del Nordsjælland, debutta in prima squadra il 5 maggio 2017 giocando da titolare l'incontro di Superligaen pareggiato 1-1 contro il Copenaghen. Nel 2020 viene promosso in pianta stabile in prima squadra ed il 4 ottobre dello stesso anno realizza la sua prima rete nel match perso 3-2 contro il Copenaghen.
Il 19 maggio 2024, viene annunciato che Frese non avrebbe rinnovato il proprio contratto con il club.
Il 10 luglio dello stesso anno, viene ingaggiato a parametro zero dal Verona, in Serie A, con cui firma un contratto triennale. Il 18 agosto esordisce in serie A nella partita contro il Napoli, vinta per 3-0, in cui parte titolare.

## Statistiche

### Presenze e reti nei club
Statistiche aggiornate al 29 settembre 2024.
| Stagione            | Squadra             | Campionato          | Campionato | Campionato | Coppe nazionali | Coppe nazionali | Coppe nazionali | Coppe continentali | Coppe continentali | Coppe continentali | Altre coppe | Altre coppe | Altre coppe | Totale | Totale | Totale |
| Stagione            | Squadra             | Comp                | Pres       | Reti       | Comp            | Pres            | Reti            | Comp               | Pres               | Reti               | Comp        | Pres        | Reti        | Pres   | Reti   |        |
| ------------------- | ------------------- | ------------------- | ---------- | ---------- | --------------- | --------------- | --------------- | ------------------ | ------------------ | ------------------ | ----------- | ----------- | ----------- | ------ | ------ | ------ |
| 2016-2017           | Nordsjælland        | SL                  | 1          | 0          | CD              | 0               | 0               | -                  | -                  | -                  | -           | -           | -           | 1      | 0      |        |
| 2017-2018           | Nordsjælland        | SL                  | 0          | 0          | CD              | 0               | 0               | -                  | -                  | -                  | -           | -           | -           | 0      | 0      |        |
| 2018-2019           | Nordsjælland        | SL                  | 2          | 0          | CD              | 1               | 0               | UEL                | 1                  | 0                  | -           | -           | -           | 4      | 0      |        |
| 2019-2020           | Nordsjælland        | SL                  | 7          | 0          | CD              | 0               | 0               | -                  | -                  | -                  | -           | -           | -           | 7      | 0      |        |
| 2020-2021           | Nordsjælland        | SL                  | 15         | 3          | CD              | 0               | 0               | -                  | -                  | -                  | -           | -           | -           | 15     | 3      |        |
| 2021-2022           | Nordsjælland        | SL                  | 30         | 1          | CD              | 2               | 0               | -                  | -                  | -                  | -           | -           | -           | 32     | 1      |        |
| 2022-2023           | Nordsjælland        | SL                  | 26         | 2          | CD              | 2               | 1               | -                  | -                  | -                  | -           | -           | -           | 28     | 3      |        |
| 2023-2024           | Nordsjælland        | SL                  | 29         | 4          | CD              | 5               | 1               | UECL               | 10                 | 1                  | -           | -           | -           | 44     | 6      |        |
| Totale Nordsjælland | Totale Nordsjælland | Totale Nordsjælland | 110        | 10         |                 | 10              | 2               |                    | 11                 | 1                  |             | -           | -           | 131    | 13     |        |
| 2024-2025           | Verona              | A                   | 5          | 0          | CI              | 0               | 0               | -                  | -                  | -                  | -           | -           | -           | 5      | 0      |        |
| Totale carriera     | Totale carriera     | Totale carriera     | 115        | 10         |                 | 10              | 2               |                    | 11                 | 1                  |             | -           | -           | 136    | 13     |        |